# Siran (Hérault)
Pour les articles homonymes, voir Siran.
Siran (en occitan Sira) est une commune française située dans le sud-ouest du département de l'Hérault, en région Occitanie.
Exposée à un climat méditerranéen, elle est drainée par la Cesse, l'Espène, l'Ognon, le ruisseau de Landrogoul et par divers autres petits cours d'eau. Incluse dans le parc naturel régional du Haut-Languedoc, la commune possède un patrimoine naturel remarquable : deux sites Natura 2000 (les « causses du Minervois » et le « Minervois ») et deux zones naturelles d'intérêt écologique, faunistique et floristique.
Siran est une commune rurale qui compte 751 habitants en 2022.  Ses habitants sont appelés les Siranais ou  Siranaises.

## Géographie

### Localisation
Siran, commune du Minervois, est limitrophe du département de l'Aude.
Le village est à 7 km au nord d'Olonzac, à 15 km de Minerve.

### Communes limitrophes
Les communes limitrophes sont Azille, Pépieux, Cesseras, La Livinière et Minerve.
|              | Minerve       |                |
| La Livinière | Siran         | Cesseras       |
|              | Azille (Aude) | Pépieux (Aude) |

### Climat
Pour des articles plus généraux, voir Climat de l'Occitanie et Climat de l'Hérault.
En 2010, le climat de la commune est de type climat méditerranéen franc, selon une étude s'appuyant sur une série de données couvrant la période 1971-2000. En 2020, Météo-France publie une typologie des climats de la France métropolitaine dans laquelle la commune est exposée à un climat méditerranéen et est dans la région climatique  Provence, Languedoc-Roussillon, caractérisée par une pluviométrie faible en été, un très bon ensoleillement (2 600 h/an), un été chaud (21,5 °C), un air très sec en été, sec en toutes saisons, des vents forts (fréquence de 40 à 50 % de vents > 5 m/s) et peu de brouillards.
Pour la période 1971-2000, la température annuelle moyenne est de 14,5 °C, avec une amplitude thermique annuelle de 16 °C. Le cumul annuel moyen de précipitations est de 699 mm, avec 7,3 jours de précipitations en janvier et 3,4 jours en juillet. Pour la période 1991-2020, la température moyenne annuelle observée sur la station météorologique la plus proche, située sur la commune de Caunes-Minervois à 11 km à vol d'oiseau, est de 13,9 °C et le cumul annuel moyen de précipitations est de 768,1 mm,. Pour l'avenir, les paramètres climatiques de la commune estimés pour 2050 selon différents scénarios d'émission de gaz à effet de serre sont consultables sur un site dédié publié par Météo-France en novembre 2022.

### Milieux naturels et biodiversité

#### Espaces protégés
La protection réglementaire est le mode d’intervention le plus fort pour préserver des espaces naturels remarquables et leur biodiversité associée,.
Un  espace protégé est présent sur la commune : 
le parc naturel régional du Haut-Languedoc, créé en 1973 et d'une superficie de 307 184 ha, qui s'étend sur 118 communes et deux départements. Implanté de part et d’autre de la ligne de partage des eaux entre Océan Atlantique et mer Méditerranée, ce territoire est un véritable balcon dominant les plaines viticoles du Languedoc et les étendues céréalières du Lauragais,.

#### Réseau Natura 2000

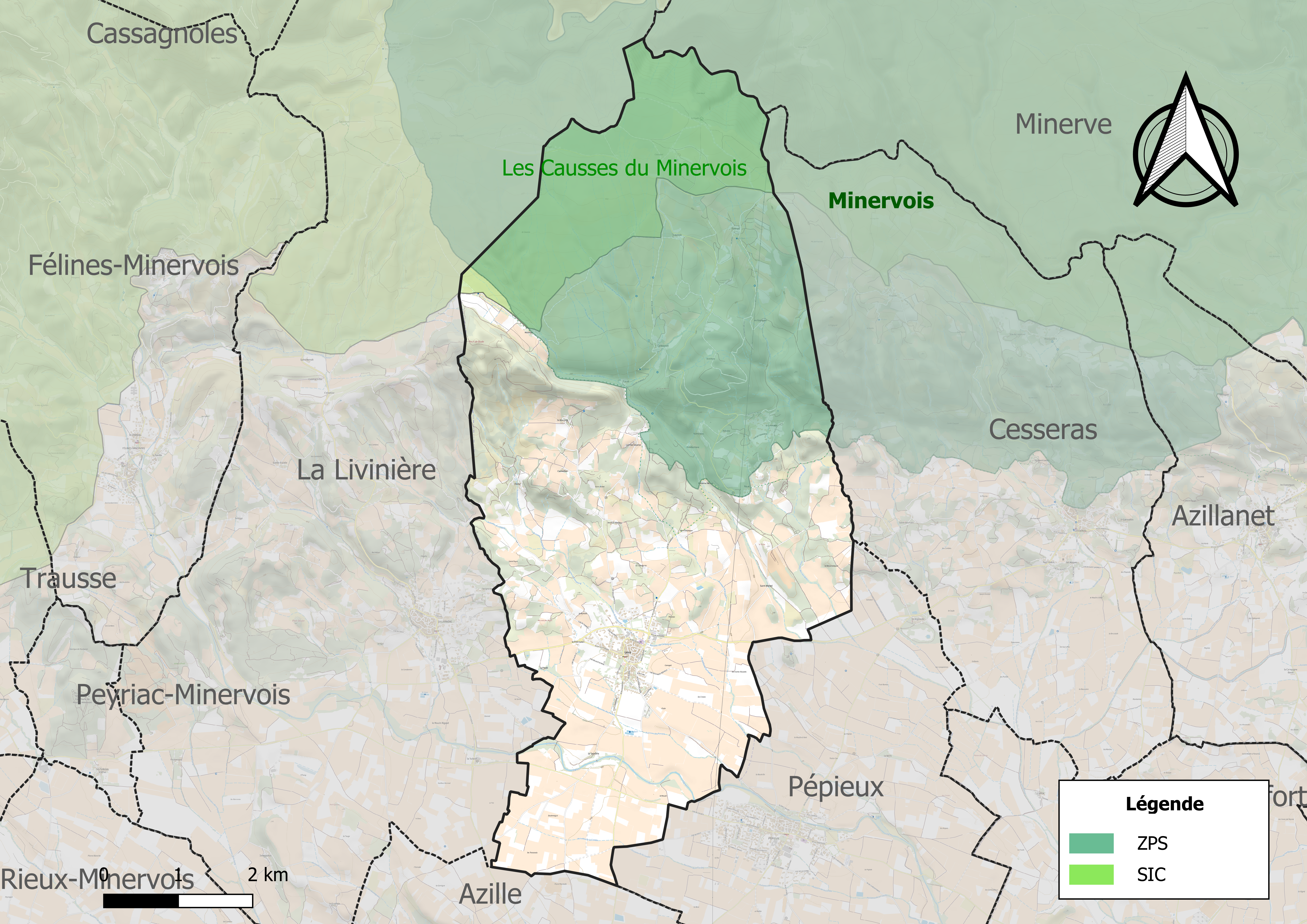
Site Natura 2000 sur le territoire communal.

Le réseau Natura 2000 est un réseau écologique européen de sites naturels d'intérêt écologique élaboré à partir des directives habitats et oiseaux, constitué de zones spéciales de conservation (ZSC) et de zones de protection spéciale (ZPS).
Un site Natura 2000 a été défini sur la commune au titre de la directive habitats :
- « les causses du Minervois », d'une superficie de 21 805 ha, importants pour la conservation des gîtes et zones de chasse des chauves-souris cavernicoles que sont le Rhinolophe euryale, le Minioptère de Schreibers et le Murin de Capaccini[15]

et un au titre de la directive oiseaux : 
- le « Minervois », d'une superficie de 24 820 ha, retenu pour la conservation de rapaces de l'annexe I de la directive oiseaux, en particulier l'Aigle de Bonelli et l'Aigle royal. Mais le Busard cendré, le Circaète Jean-le-Blanc et le Grand-Duc sont également des espèces à enjeu pour ce territoire[16].

#### Zones naturelles d'intérêt écologique, faunistique et floristique
L’inventaire des zones naturelles d'intérêt écologique, faunistique et floristique (ZNIEFF) a pour objectif de réaliser une couverture des zones les plus intéressantes sur le plan écologique, essentiellement dans la perspective d’améliorer la connaissance du patrimoine naturel national et de fournir aux différents décideurs un outil d’aide à la prise en compte de l’environnement dans l’aménagement du territoire.
Une ZNIEFF de type 1 est recensée sur la commune :
les « gorges de la Cesse » (977 ha), couvrant 5 communes du département et une ZNIEFF de type 2, : 
le « Haut Minervois » (21 605 ha), couvrant 26 communes dont cinq dans l'Aude et 21 dans l'Hérault.

Carte des ZNIEFF de type 1 et 2 à Siran.
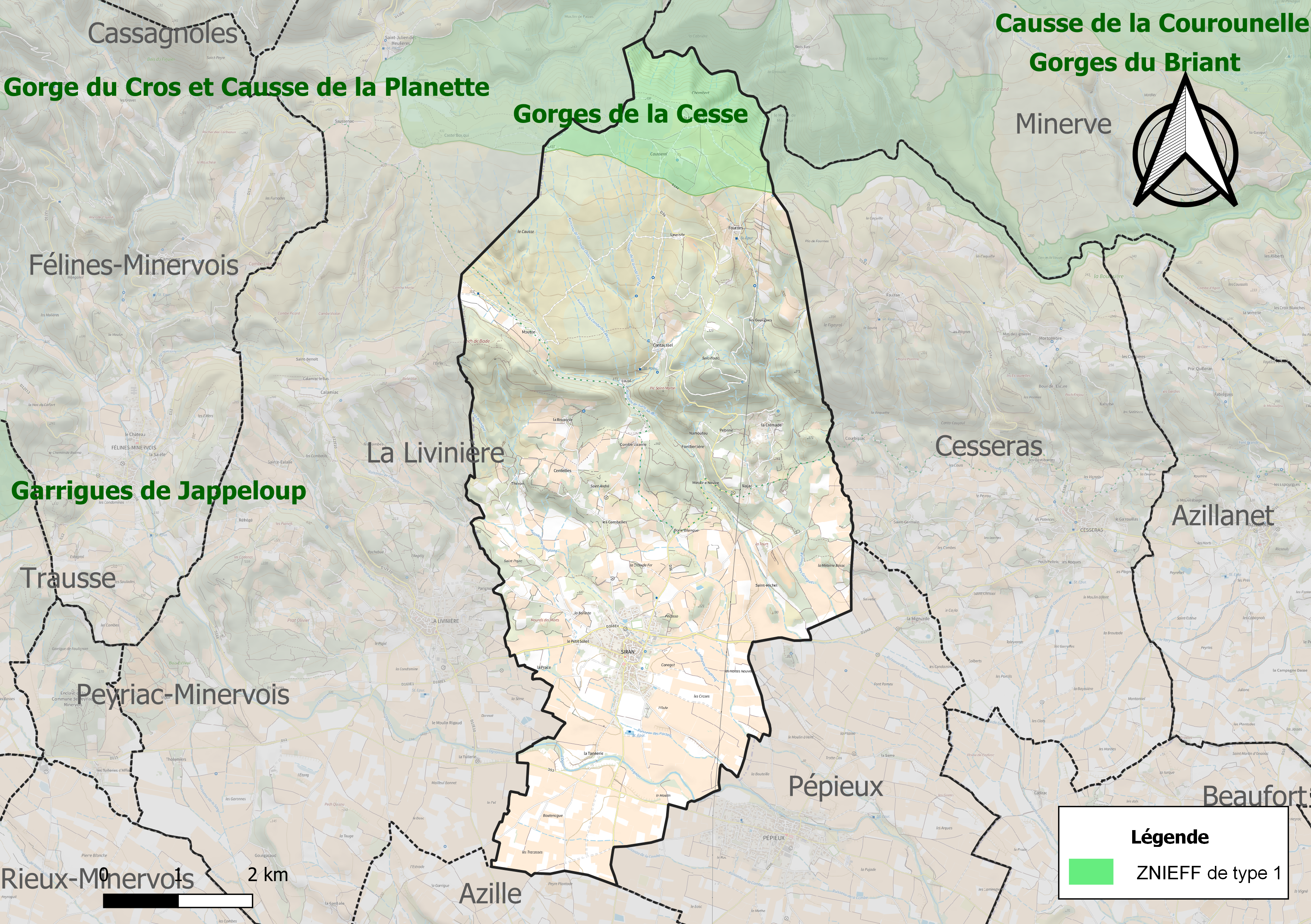
Carte de la ZNIEFF de type 1 sur la commune.
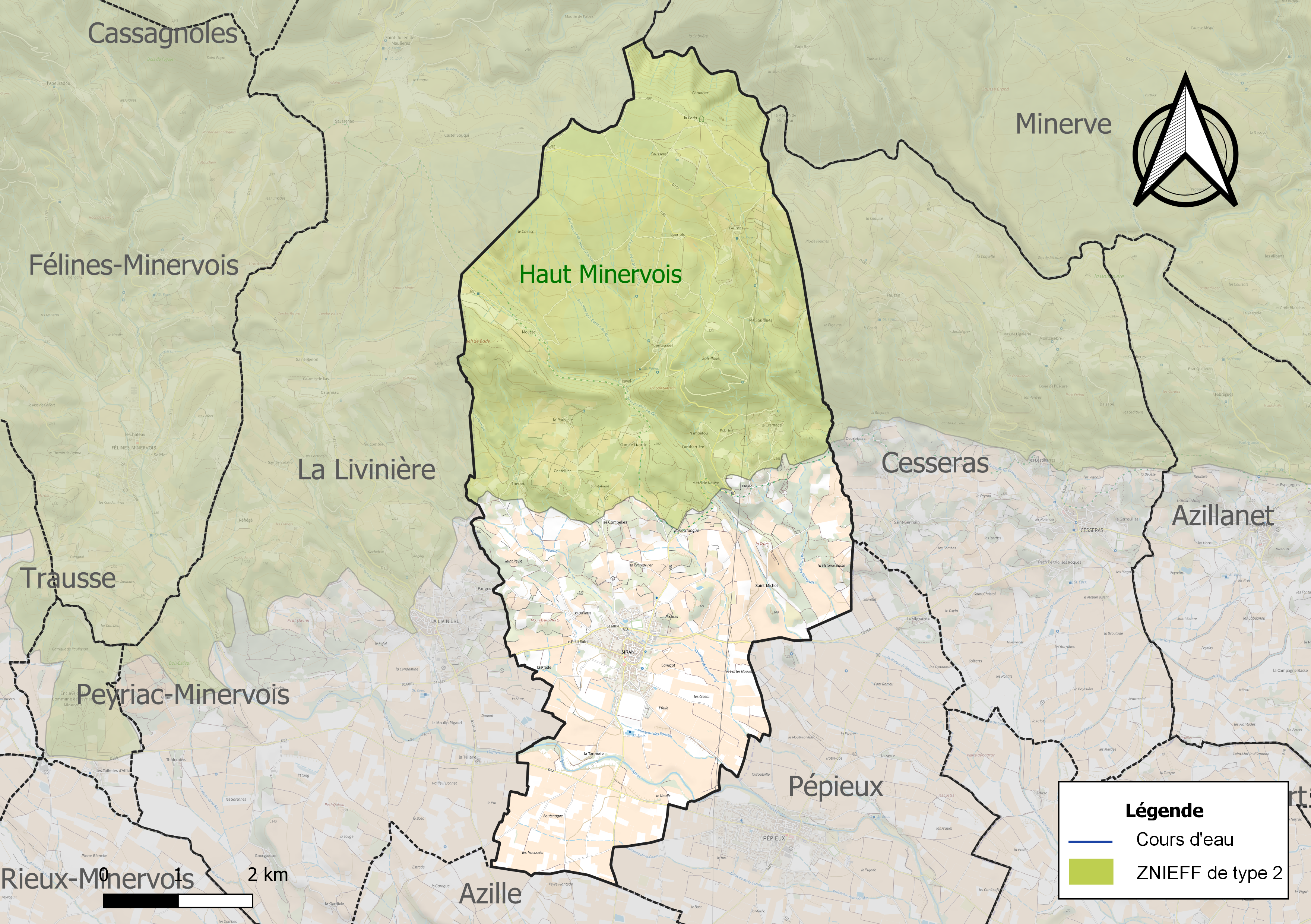
Carte de la ZNIEFF de type 2 sur la commune.

## Urbanisme

### Typologie
Au 1er janvier 2024, Siran est catégorisée commune rurale à habitat dispersé, selon la nouvelle grille communale de densité à sept niveaux définie par l'Insee en 2022.
Elle est située hors unité urbaine et hors attraction des villes,.

### Occupation des sols
L'occupation des sols de la commune, telle qu'elle ressort de la base de données européenne d’occupation biophysique des sols Corine Land Cover (CLC), est marquée par l'importance des territoires agricoles (54,6 % en 2018), en diminution par rapport à 1990 (59,1 %). La répartition détaillée en 2018 est la suivante : 
cultures permanentes (40,7 %), milieux à végétation arbustive et/ou herbacée (39,8 %), zones agricoles hétérogènes (13,8 %), zones urbanisées (3,8 %), forêts (1,9 %). L'évolution de l’occupation des sols de la commune et de ses infrastructures peut être observée sur les différentes représentations cartographiques du territoire : la carte de Cassini (XVIIIe siècle), la carte d'état-major (1820-1866) et les cartes ou photos aériennes de l'IGN pour la période actuelle (1950 à aujourd'hui).

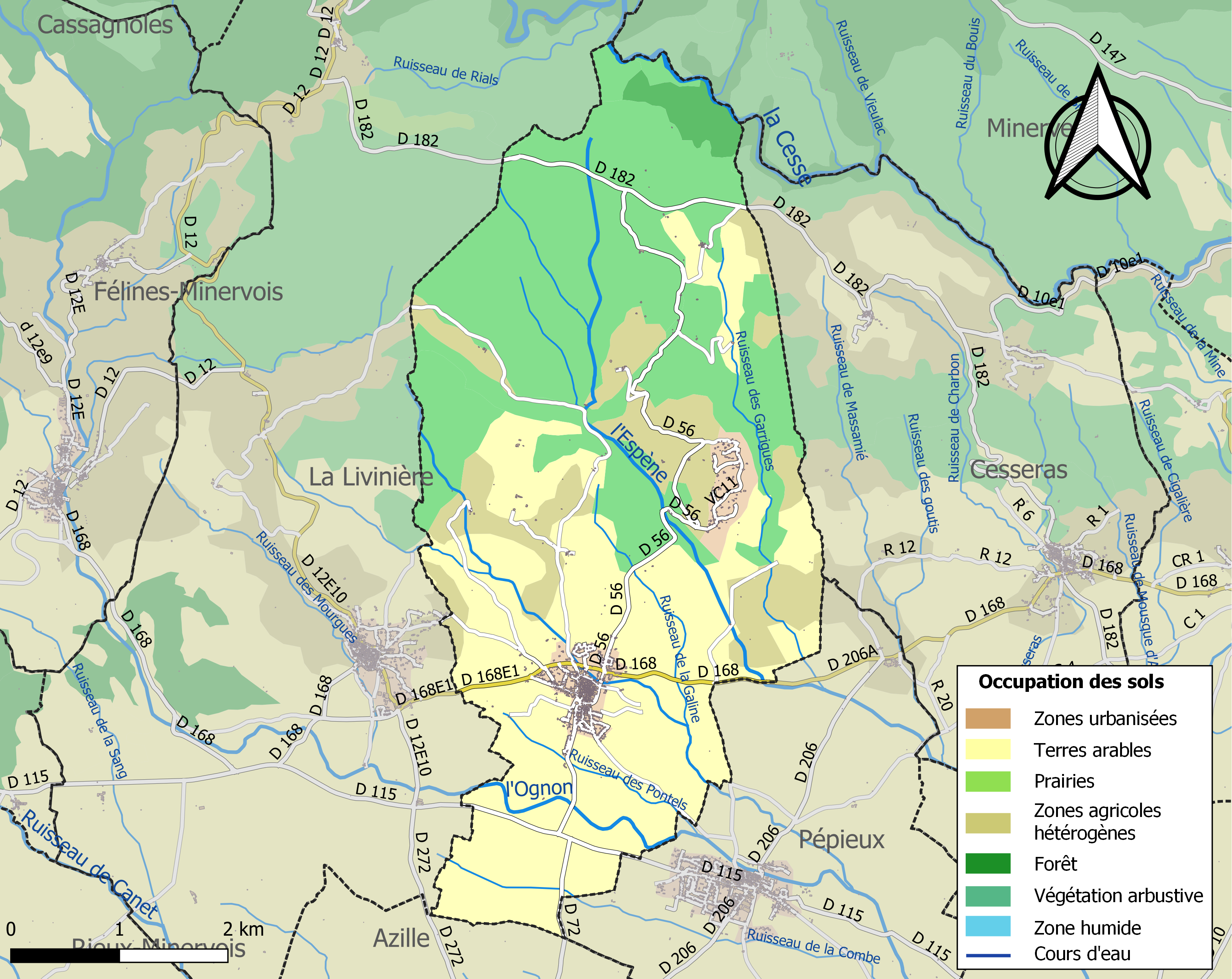
Carte des infrastructures et de l'occupation des sols de la commune en 2018 (CLC).

### Risques majeurs
Le territoire de la commune de Siran est vulnérable à différents aléas naturels : météorologiques (tempête, orage, neige, grand froid, canicule ou sécheresse), inondations, feux de forêts et séisme (sismicité très faible). Il est également exposé à un risque technologique,  le transport de matières dangereuses, et à deux risques particuliers : le risque minier et le risque de radon. Un site publié par le BRGM permet d'évaluer simplement et rapidement les risques d'un bien localisé soit par son adresse soit par le numéro de sa parcelle.

#### Risques naturels
Certaines parties du territoire communal sont susceptibles d’être affectées par le risque d’inondation par débordement de cours d'eau, notamment la Cesse, l'Ognon et l'Espène. La commune a été reconnue en état de catastrophe naturelle au titre des dommages causés par les inondations et coulées de boue survenues en 1982, 1997, 1999, 2001, 2005, 2012, 2014 et 2018,.
Siran est exposée au risque de feu de forêt. Un plan départemental de protection des forêts contre les incendies (PDPFCI) a été approuvé en juin 2013 et court jusqu'en 2022, où il doit être renouvelé. Les mesures individuelles de prévention contre les incendies sont précisées par deux arrêtés préfectoraux et s’appliquent dans les zones exposées aux incendies de forêt et à moins de 200 mètres de celles-ci. L’arrêté du 25 avril 2002 réglemente l'emploi du feu en interdisant notamment d’apporter du feu, de fumer et de jeter des mégots de cigarette dans les espaces sensibles et sur les voies qui les traversent sous peine de sanctions. L'arrêté du 11 mars 2013 rend le débroussaillement obligatoire, incombant au propriétaire ou ayant droit,.

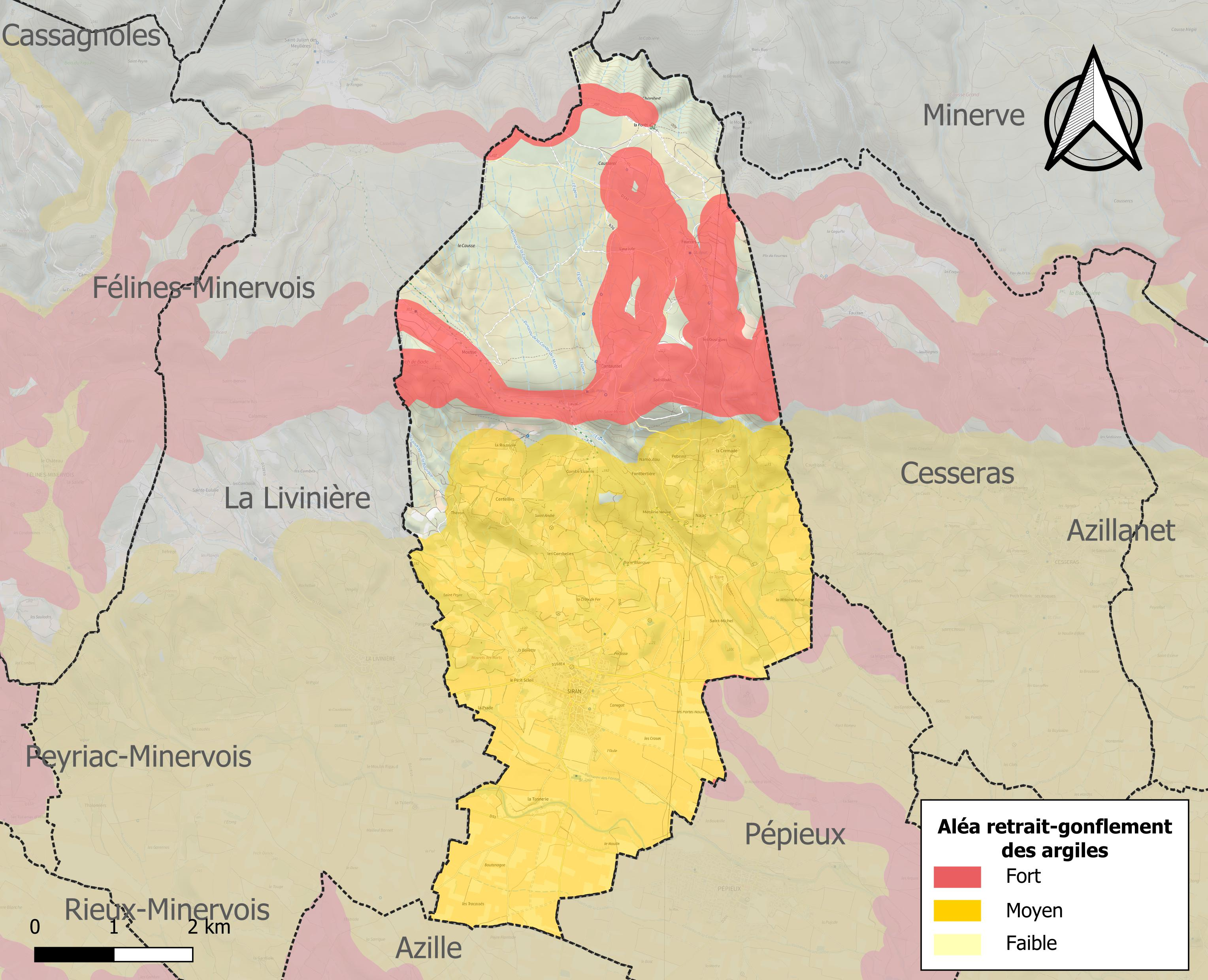
Carte des zones d'aléa retrait-gonflement des sols argileux de Siran.

Le retrait-gonflement des sols argileux est susceptible d'engendrer des dommages importants aux bâtiments en cas d’alternance de périodes de sécheresse et de pluie. 75 % de la superficie communale est en aléa moyen ou fort (59,3 % au niveau départemental et 48,5 % au niveau national). Sur les 533 bâtiments dénombrés sur la commune en 2019, 532 sont en aléa moyen ou fort, soit 100 %, à comparer aux 85 % au niveau départemental et 54 % au niveau national. Une cartographie de l'exposition du territoire national au retrait gonflement des sols argileux est disponible sur le site du BRGM,.
Par ailleurs, afin de mieux appréhender le risque d’affaissement de terrain, l'inventaire national des cavités souterraines permet de localiser celles situées sur la commune.

#### Risques technologiques
Le risque de transport de matières dangereuses sur la commune est lié à sa traversée par des infrastructures routières ou ferroviaires importantes ou la présence d'une canalisation de transport d'hydrocarbures. Un accident se produisant sur de telles infrastructures est susceptible d’avoir des effets graves sur les biens, les personnes ou l'environnement, selon la nature du matériau transporté. Des dispositions d’urbanisme peuvent être préconisées en conséquence.

#### Risque particulier
L’étude Scanning de Géodéris réalisée en 2008 a établi pour le département de l’Hérault une identification rapide des zones de risques miniers liés à l’instabilité des terrains.  Elle a été complétée en 2015 par une étude approfondie sur les anciennes exploitations minières du bassin houiller de Graissessac et du district polymétallique de Villecelle. La commune est ainsi concernée par le risque minier, principalement lié à l’évolution des cavités souterraines laissées à l’abandon et sans entretien après l’exploitation des mines.
Dans plusieurs parties du territoire national, le radon, accumulé dans certains logements ou autres locaux, peut constituer une source significative d’exposition de la population aux rayonnements ionisants. Certaines communes du département sont concernées par le risque radon à un niveau plus ou moins élevé. Selon la classification de 2018, la commune de Siran est classée en zone 2, à savoir zone à potentiel radon faible mais sur lesquelles des facteurs géologiques particuliers peuvent faciliter le transfert du radon vers les bâtiments.

## Toponymie
Siran, Siranum, Sinran, Villa Sirii, ou Villa Siriana : voici les divers noms qui reviennent dans l’histoire de ce village.
Siran peut paraître d’origine sémitique, puisque les phéniciens s’établirent sur le littoral celtique, plus tard envahi par les Phocéens. Tout près de Siran se trouvent un dolmen sur le coteau dit des Fées (Le dolmen des fades) et une nécropole voisine, ils marquent l’emplacement d’une agglomération d’une certaine importance avant l’ère chrétienne.
Siran, dans d’anciens documents[Lesquels ?], est appelé tantôt Villa, tantôt Castellum.

## Histoire

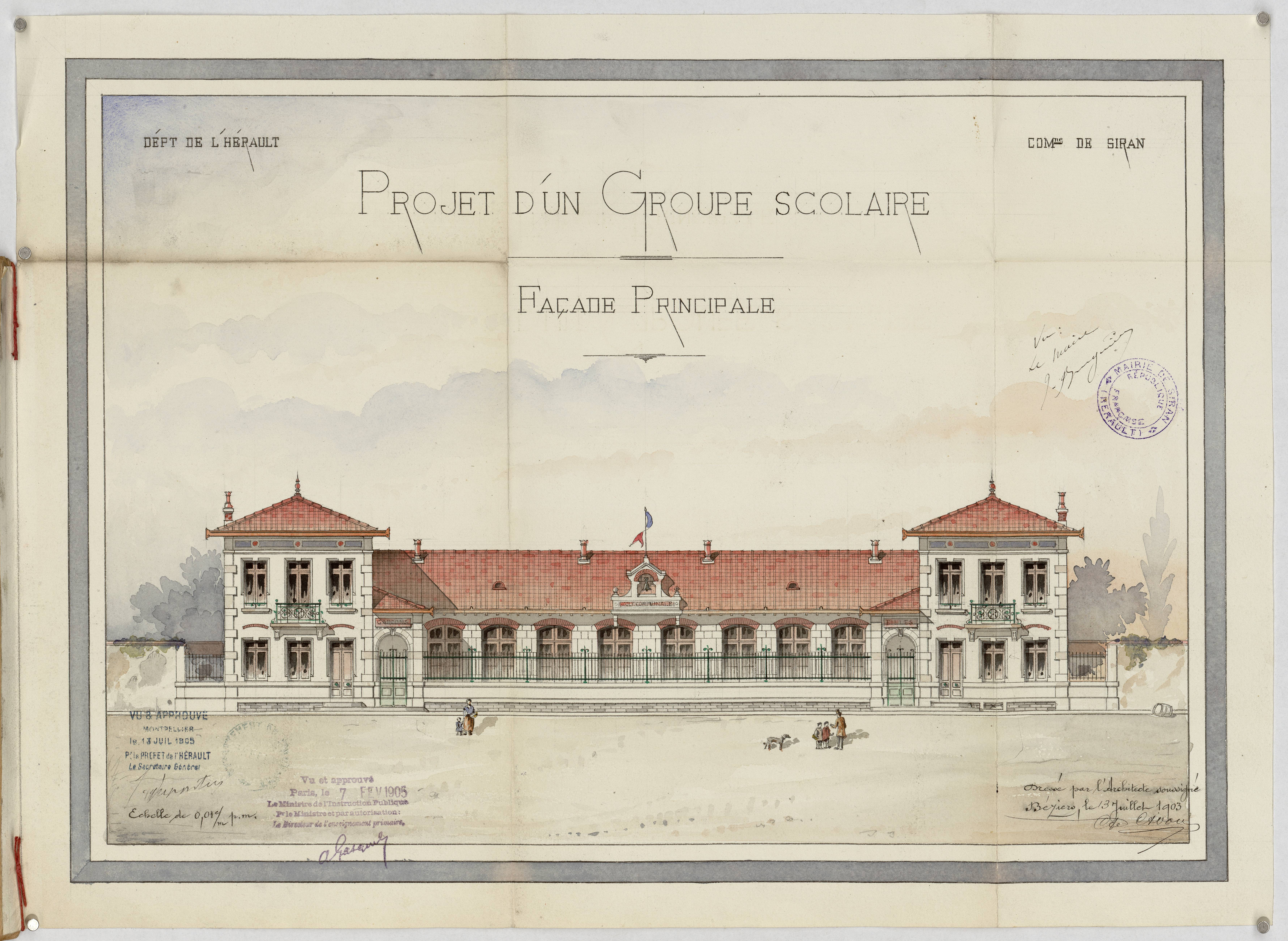
Plan du groupe scolaire (1903)

La forme ancienne du village correspond bien au Castellum, village en circulade, ramassé autour d’un monticule, et très certainement environné d’épaisses murailles et de fossés. À l’époque romaine, Siran eut son « Castrum » (camp militaire), au Pic Saint Martin qui était un remarquable poste d’observation. L’actuel château de Siran fut édifié au XVIe siècle, mais un autre édifice seigneurial existait depuis au minimum le IXe siècle.
Au Xe siècle, Siran a le privilège de devenir terre royale ; cela se retrouve encore aujourd’hui dans les armoiries du village frappées à trois fleurs de lys d’argent sur fond d’azur. La justice de cette petite région que dominait la châtellenie de Minerve, était rendue à Siran avait son siège à Siran, où elle était exercée par le viguier de Carcassonne, Cabarède appartenant au diocèse de Castres dépendait de Siran pour la justice.
Bernard-Guillaume était seigneur de Siran à la fin du XIe siècle, Hugo de Siran lui succéda, puis Pons de Siran fut dépouillé de son château après la prise de Minerve en 1210, lors des croisades contre les cathares. Les exactions des « barons du Nord », menés par Simon de Montfort marquent encore très profondément la mémoire de ce terroir.
En 1696, le roi Louis XIV vendit la seigneurie de Siran à Philippe de Juin et la racheta peu de temps après[Quand ?].
En 1101, Bernard-Guillaume de Siran donna à Don Gérard, abbé de Caunes et à son fils Pierre de Siran, moine de cette même abbaye, la part qui lui revenait sur la villa Juvaline. De 1224 à 1244, Pierre I de Siran est abbé de Caunes, son frère Hugues qui désire avoir sa sépulture dans l’église abbatiale, lui lègue cinquante sols de ses revenus sur la villa Marcol. Dans le texte du serment[réf. souhaitée] de fidélité au roi de 1229 conservé aux archives de Saint-Paul de Narbonne on relève le nom d’Arnald-Raymond de Siran.
Sous Saint Louis, en 1261, une charte mentionne Raymond de Siran comme « tenancier des leudes de Béziers », c’est-à-dire, approximativement, chef des hommes ayant prêté serment de fidélité au roi. En 1290, Bernard de Siran devient seigneur de Cassagnoles. En 1309, Philippe le Bel donne le château de Siran à Amaury II de Narbonne en échange du fief de Leucate, afin d’y ouvrir un port. Siran possédait une abbaye aujourd’hui disparue, Saint-Michel-de-Montflammez, consacrée en 973 par l’archevêque Aymeric de Narbonne. Le fleuron du patrimoine siranais est Notre-Dame de Centeilles, ou de Ceinteilles.
Siran dépendra de l’illustre archevêché de Narbonne jusqu’au 18 février 1318, en effet Jean XXII, pape d’Avignon érige à cette date là le petit évêché de Saint-Pons-de-Thomières, et pour ce faire, dépouille l’archevêché de Narbonne, Siran entre dans le diocèse de Saint-Pons jusqu’en 1801, date à laquelle il est supprimé pour être adjoint à l’évêché de Montpellier. En 1421, Raymond de Siran par son union avec Aspaïs de la Roque acquiert le marquisat de Cavenac. Au cours des guerres de la Fronde et de la Ligue (fin XVIe siècle) Siran fut tantôt au pouvoir de Joyeuse, tantôt en celui de Montmorency. Robert de Juin épouse sous la pression de Louis XV la marquise Anne Roman d’Avignon qui offrit à l’église paroissiale actuelle de Siran la magnifique table de communion en fer forgé.
Pendant les guerres de religion, Siran ne resta protestant qu’un mois, de mars à avril 1598. En 1790, se forme les départements, La Livinière devient chef-lieu d’un canton comprenant Cassagnoles, Félines, Ferrals et Siran. Ce canton ne dura guère plus de 10 ans et durant le consulat il fut rattaché au canton d’Olonzac. Aujourd’hui, Siran, à la frontière de l’Aude et de l’Hérault, compte presque 700 habitants, commune essentiellement viticole ; elle se distingue dans le Minervois, avec La Livinière, par un excellent terroir qui produit des vins de grande qualité.

## Politique et administration
| Période   | Période                                | Identité           | Étiquette | Qualité                                            |
| --------- | -------------------------------------- | ------------------ | --------- | -------------------------------------------------- |
| 1937      | 1965                                   | Henri Avercenc     | SFIO      | Conseiller général du canton d'Olonzac (1949-1959) |
| 1965      | 1981                                   | Emile Cazanave     |           |                                                    |
| 1981      | août 2014 (élections de 2014 annulées) | René Chabbert      | PS        | Conseiller général du canton d'Olonzac (1981-2001) |
| août 2014 | 23 mai 2020                            | Sébastien Olivares | SE        |                                                    |
| mai 2020  | en cours                               | Michel Carquet     | SE        |                                                    |

## Population et société

### Démographie
L'évolution du nombre d'habitants est connue à travers les recensements de la population effectués dans la commune depuis 1793. Pour les communes de moins de 10 000 habitants, une enquête de recensement portant sur toute la population est réalisée tous les cinq ans, les populations de référence des années intermédiaires étant quant à elles estimées par interpolation ou extrapolation. Pour la commune, le premier recensement exhaustif entrant dans le cadre du nouveau dispositif a été réalisé en 2008.

En 2022, la commune comptait 751 habitants, en évolution de +3,59 % par rapport à 2016 (Hérault : +7,49 %, France hors Mayotte : +2,11 %).
| 1793 | 1800 | 1806 | 1821 | 1831 | 1836 | 1841 | 1846 | 1851 |
| ---- | ---- | ---- | ---- | ---- | ---- | ---- | ---- | ---- |
| 727  | 718  | 789  | 811  | 875  | 879  | 878  | 853  | 850  |

| 1856 | 1861 | 1866 | 1872 | 1876 | 1881  | 1886 | 1891 | 1896 |
| ---- | ---- | ---- | ---- | ---- | ----- | ---- | ---- | ---- |
| 857  | 878  | 923  | 852  | 943  | 1 022 | 982  | 928  | 955  |

| 1901 | 1906 | 1911 | 1921  | 1926 | 1931 | 1936 | 1946 | 1954 |
| ---- | ---- | ---- | ----- | ---- | ---- | ---- | ---- | ---- |
| 959  | 960  | 943  | 1 049 | 906  | 916  | 910  | 680  | 659  |

| 1962 | 1968 | 1975 | 1982 | 1990 | 1999 | 2006 | 2008 | 2013 |
| ---- | ---- | ---- | ---- | ---- | ---- | ---- | ---- | ---- |
| 707  | 641  | 549  | 520  | 544  | 568  | 626  | 642  | 695  |

| 2018 | 2022 | - | - | - | - | - | - | - |
| ---- | ---- | - | - | - | - | - | - | - |
| 740  | 751  | - | - | - | - | - | - | - |

### Manifestations culturelles et festivités
Fêtes très suivies :
- 26 mars : grande foire et repas de tripes (ou le dimanche qui précède ou qui suit).
- 1er week-end de juillet : fête votive, repas traditionnel, messe en occitan, grand bar à vins.
- Saint- Vincent en janvier, fête des vignerons, messe occitane, procession, apéritif dégustation des crus, repas, promotion des vins par les producteurs, l'après-midi se termine par un concert à l'église.

## Économie

### Revenus
En 2018, la commune compte 313 ménages fiscaux, regroupant 643 personnes. La médiane du revenu disponible par unité de consommation est de 17 780 € (20 330 € dans le département).

### Emploi
|                | 2008   | 2013   | 2018   |
| -------------- | ------ | ------ | ------ |
| Commune        | 11,7 % | 10,6 % | 12,1 % |
| Département    | 10,1 % | 11,9 % | 12 %   |
| France entière | 8,3 %  | 10 %   | 10 %   |

En 2018, la population âgée de 15 à 64 ans s'élève à 390 personnes, parmi lesquelles on compte 69,2 % d'actifs (57,2 % ayant un emploi et 12,1 % de chômeurs) et 30,8 % d'inactifs,. Depuis 2008, le taux de chômage communal (au sens du recensement) des 15-64 ans est supérieur à celui de la France et du département.
La commune est hors attraction des villes,. Elle compte 142 emplois en 2018, contre 139 en 2013 et 152 en 2008. Le nombre d'actifs ayant un emploi résidant dans la commune est de 224, soit un indicateur de concentration d'emploi de 63,3 % et un taux d'activité parmi les 15 ans ou plus de 43,1 %.
Sur ces 224 actifs de 15 ans ou plus ayant un emploi, 99 travaillent dans la commune, soit 44 % des habitants. Pour se rendre au travail, 79 % des habitants utilisent un véhicule personnel ou de fonction à quatre roues, 0,9 % les transports en commun, 10,7 % s'y rendent en deux-roues, à vélo ou à pied et 9,4 % n'ont pas besoin de transport (travail au domicile).

### Activités hors agriculture

#### Secteurs d'activités
58 établissements sont implantés  à Siran au 31 décembre 2019. Le tableau ci-dessous en détaille le nombre par secteur d'activité et compare les ratios avec ceux du département,.
| Secteur d'activité                                                                                        | Commune | Commune | Département |
| Secteur d'activité                                                                                        | Nombre  | %       | %           |
| --- | ------- | ------- | ----------- |
| Ensemble                                                                                                  | 58      |         |             |
| Industrie manufacturière, industries extractives et autres                                                | 3       | 5,2 %   | (6,7 %)     |
| Construction                                                                                              | 16      | 27,6 %  | (14,1 %)    |
| Commerce de gros et de détail, transports, hébergement et restauration                                    | 12      | 20,7 %  | (28 %)      |
| Information et communication                                                                              | 1       | 1,7 %   | (3,3 %)     |
| Activités immobilières                                                                                    | 12      | 20,7 %  | (5,3 %)     |
| Activités spécialisées, scientifiques et techniques et activités de services administratifs et de soutien | 6       | 10,3 %  | (17,1 %)    |
| Administration publique, enseignement, santé humaine et action sociale                                    | 4       | 6,9 %   | (14,2 %)    |
| Autres activités de services                                                                              | 4       | 6,9 %   | (8,1 %)     |

Le secteur de la construction est prépondérant sur la commune puisqu'il représente 27,6 % du nombre total d'établissements de la commune (16 sur les 58 entreprises implantées  à Siran), contre 14,1 % au niveau départemental.

#### Entreprises et commerces
Les deux entreprises ayant leur siège social sur le territoire communal qui génèrent le plus de chiffre d'affaires en 2020 sont : 
- Benoit Carquet, culture de la vigne (139 k€)
- La Cave, débits de boissons (38 k€)

### Agriculture
La commune est dans le « Minervois », une petite région agricole occupant une petite partie du sud-ouest du département de l'Hérault. En 2020, l'orientation technico-économique de l'agriculture  sur la commune est la viticulture.
|               | 1988 | 2000 | 2010 | 2020 |
| ------------- | ---- | ---- | ---- | ---- |
| Exploitations | 83   | 59   | 49   | 52   |
| SAU (ha)      | 701  | 618  | 514  | 635  |

Le nombre d'exploitations agricoles en activité et ayant leur siège dans la commune est passé de 83 lors du recensement agricole de 1988  à 59 en 2000 puis à 49 en 2010 et enfin à 52 en 2020, soit une baisse de 37 % en 32 ans. Le même mouvement est observé à l'échelle du département qui a perdu pendant cette période 67 % de ses exploitations,. La surface agricole utilisée sur la commune a également diminué, passant de 701 ha en 1988 à 635 ha en 2020. Parallèlement la surface agricole utilisée moyenne par exploitation a augmenté, passant de 8 à 12 ha.

## Culture locale et patrimoine

### Lieux et monuments
- 16 dolmens et 2 menhirs sur le causse (sites de Fournes, Lauriole, Mousse, la Forêt, Calamiac, Peyro Rousso...)
- Chapelle de Centeilles, fresques du XVe siècle, mosaïque romaine du IVe siècle, restes de la Villa Sirana, qui donna le nom à Siran.
- Église St-Baudile reconstruite au XVIe siècle, belles statues en bois doré de saint Roch et de la Vierge, très beaux tableaux dont un remarquable de saint Michel, bustes reliquaires en bois doré, baptistère ayant gardé la descente vers une piscine, avec une très originale statue du baptême du Christ par M. Vidal.
- Les rues de cet ancien village en circulade recèlent d'anciens hôtels particuliers qui témoignent d'un passé riche.
- La curiosité de Lauriole : la fameuse « côte qui descend », près du hameau de Fournes.
- L'ancien château de Siran abrite un superbe hôtel-restaurant ainsi que la Maison du Minervois, haut lieu de la viticulture minervoise.

### Curiosité de Lauriole ou la«route qui monte et qui descend»
À quelques kilomètres au nord du village au milieu de la garrigue, se trouve une curiosité qui ne cesse d'attirer chaque année les curieux et les sceptiques.
Au lieu-dit de Lauriole une route semble monter alors qu'elle descend ou l'inverse. Cette « côte qui descend » est signalée par le panneau Curiosité de Lauriole. Une configuration spéciale du terrain environnant donne une mauvaise impression du sens de la pente de la route. Le résultat n'est pas spectaculaire, mais cependant très curieux. On peut faire l'expérience avec une balle, une bouteille, ou une voiture au point mort. En fait, tout se joue sur une dénivellation de quelques décimètres. L'effet provient donc d'une erreur visuelle par rapport aux alentours : une illusion d'optique. Le sens constaté de la descente (en laissant descendre un objet cylindrique ou sphérique par exemple) correspond bien au sens déterminé par un relevé de niveaux,.
Cette curiosité fait l'objet d'un récit humoristique dans un livre intitulé « La Côte qui descend » (Patrice Cartier, Éditions Pimientos), récit repris dans l'anthologie littéraire « Nouvelles du Minervois ». Une émission diffusée sur TF1 a contribué à rendre célèbre cette « côte qui descend ». : Les 30 Histoires Les Plus Mystérieuses.
La nouvelle de Laurent Mantese « Le mystère de la côte qui descend » (Le Comptoir des épouvantes, Malpertuis, 2012) s'inspire directement de cette curiosité topographique en prêtant au phénomène des effets magiques.

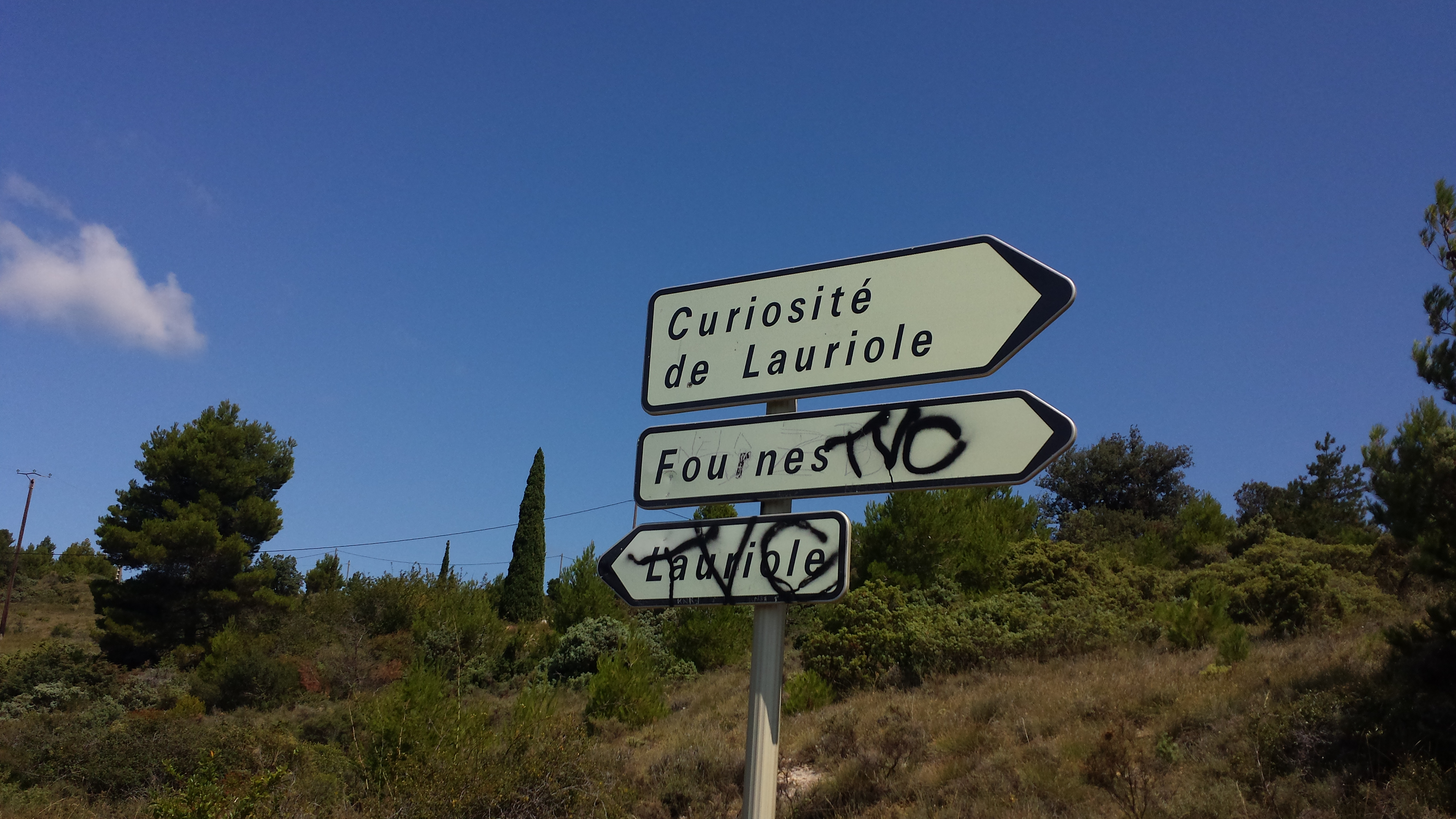
Une vue du panneau de signalisation de la Curiosité de Lauriole.
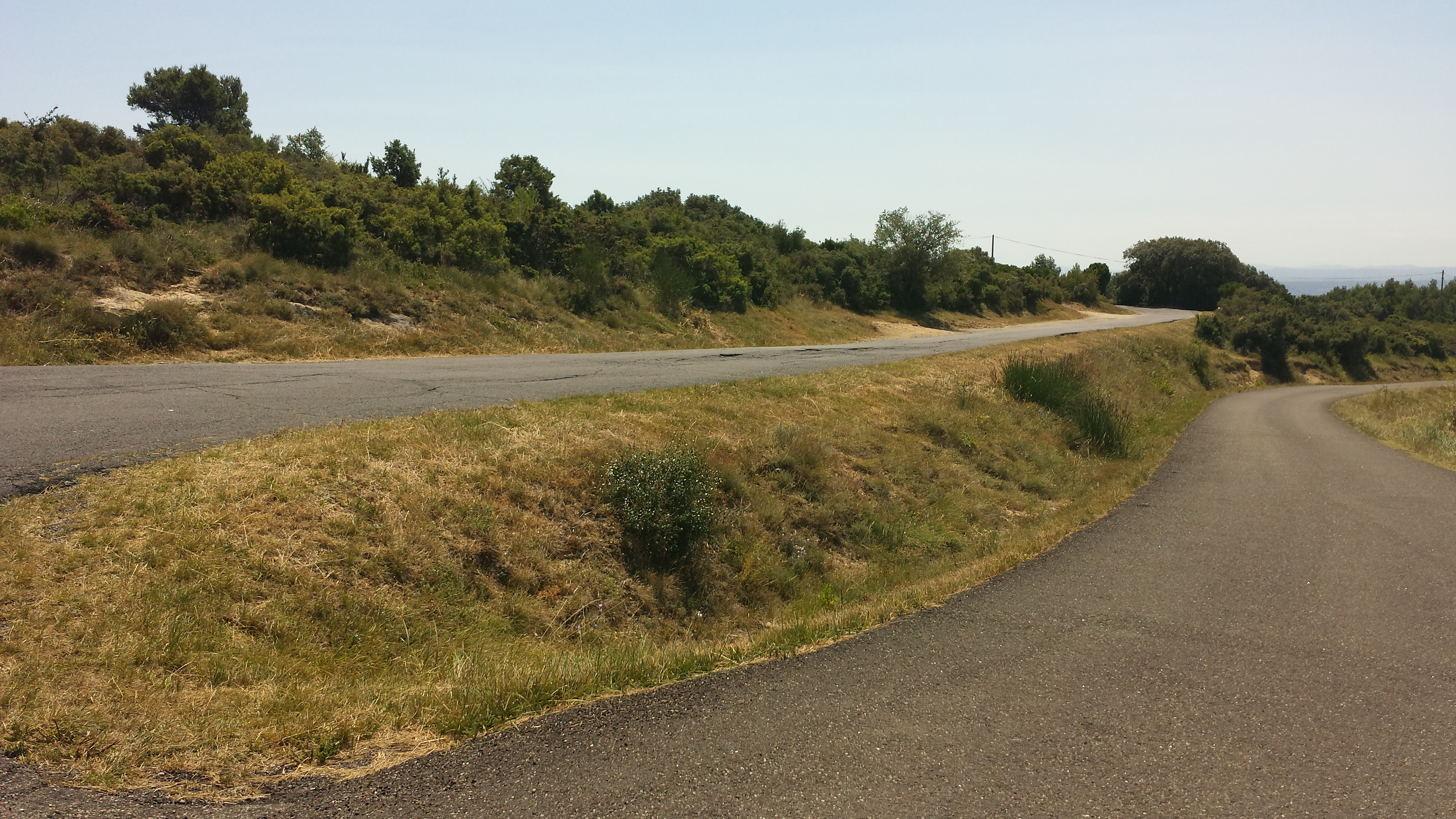
Une vue de la Curiosité de Lauriole.
- Une vidéo de la Curiosité de Lauriole montrant une bouteille qui descend.

### Chapelle de Centeilles

#### Histoire de la chapelle
Notre-Dame de Centeilles, sur la commune de Siran, est située sur les coteaux, à environ 3 km au nord de Siran. Pour des raisons de sécurité bien compréhensibles de nos jours, la chapelle est normalement fermée. Toutefois l’association des amis de Centeilles assure une permanence les dimanches après-midi de 15 h à 18 h et le samedi durant les mois d’été aux mêmes heures.
La chapelle actuelle date du XIIIe siècle, avec des ajouts de la fin du XIVe siècle et du XVe siècle. Mais l’édifice est construit sur le site d’une chapelle antérieure du XIe siècle. Est-elle édifiée sur une église wisigothique et une villa romaine ? Ou bien a-t-on, vers le Xe–XIe siècle construit cette chapelle en lieu et place de l’édifice wisigothique qui existait près du site du Pic Saint-Martin ? Une étude de 1999[Laquelle ?] des Monuments historiques penche pour cette thèse[réf. souhaitée]. En allant encore plus loin dans le passé, certains pensent que les grandes pierres que l’on trouve sur l’allée qui conduit au côté sud de l’église indiqueraient un lieu d’inhumation néolithique.
Tout au long du Moyen Âge, Centeilles fut le centre d’une communauté prospère et d’une foire qui se tenait les 25 et 26 mars. Cette foire est devenue l’actuelle foire de Siran.
La Révolution française laissera Centeilles sans vie. La chapelle devient bâtiment agricole pour loger des animaux et abriter de l’outillage. Qui fut propriétaire, on sait par un acte passé en 1871 à l’étude de Me Cathala notaire à Siran, qu’elle appartenait à M. Sylvain Miquel qui la lègue à son fils Éloi, la chapelle restera dans cette famille jusqu’au 20 juin 1960, date à laquelle, Mme Reine Miquel, épouse Paul Raymond, « vend » ce bien pour la somme de 500 F. à M. l’abbé Joseph Giry qui jouit alors dans le diocèse de Montpellier d’une réputation fondée : une passion pour le patrimoine religieux. La chapelle est déjà classée monument historique malgré son état désastreux depuis 1954. Il est difficile pour un particulier d’obtenir des subventions, en 1961, l’abbé Giry passe le relais au diocèse, l’association diocésaine de Montpellier devient donc propriétaire. L’abbé Giry ne s’en désintéressera pas pour autant. Grâce à de nombreuses subventions et à de nombreux dons, la chapelle sera réaffectée au culte. En 2005, l’archevêque de Montpellier, Mgr Gui Thomazeau, et son économe diocésain aliènent de nombreux biens immobiliers. Le site sera cédé à l’association des amis de Centeilles qui s’occupe de l’édifice avec beaucoup de dévouement, une réhabilitation des fresques s’est d’ailleurs terminée en février 2007.
Cette chapelle est attestée dans l’archidiocèse de Narbonne dès 1208, sous le vocable de « Beata Mariae de Sintillis ».

#### Fresques
Au XIVe siècle et XVe siècle, l’édifice est entièrement peint et empli de fresques. L’église est composée d’une nef unique de trois travées couvertes d’une voûte en berceau brisé sur arcs doubleaux. La dernière travée de la nef est bordée de deux chapelles voûtées d’ogives. L’abside pentagonale de même facture est plus basse. La façade occidentale est surmontée d’un clocheton.
Les murs de cette église étaient entièrement peints, ces peintures étaient certainement inspirées d’un cycle christologique. Aujourd’hui on retrouve :
- L’arbre de Jessé en entrant face à la porte
- L’Annonciation est peinte sur le registre supérieur du premier plan sud de l’abside.
- Le registre inférieur est occupé par saint Bruno, abbé, tenant une crosse, sur sa gauche St Michel Archange terrassant le dragon.
- La Résurrection occupe le pan nord de la chapelle nord.
- St Jean et la Vierge, affligés s’appuient sur le tombeau et Marie-Madeleine est représentée en arrière.
- Le registre inférieur est occupé par les âmes dans les limbes, au-dessus, des anges s’élèvent dans le ciel en tenant un phylactère
- On trouve dans la chapelle nord une mosaïque du IVe siècle provenant de la villa Sirana.

#### Manifestations
Chaque année deux fêtes religieuses réunissent la population de Siran et des environs :
- Le jeudi de l’Ascension pour la procession des rogations
- Le dimanche qui suit la fête de l’Assomption (15 août), où à la suite du pèlerinage les festivités se prolongent par un apéritif et un repas sous la chênaie, accompagnées des excellents crus du Minervois.

### Église Saint-Baudile

#### Histoire de l'église et de la paroisse
L’église est dédiée à saint Baudile, elle était entourée par le cimetière, c’est un beau vaisseau qui appuie son arc triomphal sur deux piliers massifs, l’église a été quasi reconstruite au début du XVIIe siècle après le saccage protestant. Son autel majeur en marbre de Caunes-Minervois du XVIIIe siècle est flanqué de deux autels latéraux surmontés de deux magnifiques tableaux, l’un de l’archange saint Michel rappelle l’antique dévotion des Siranais à l’archange, dont une antique église, Saint-Michel de Montflanès était sous le patronage et vers laquelle convergeait une procession pour la Saint-Michel de printemps (8 mai) jusqu’à la ruine définitive de l'église à la Révolution, mais on doit à la vérité de dire que cette église qui se trouve à moins de 2 km au N.E. de Siran, avait déjà été abandonnée par les chartreux de Castres, les ruines se trouvent un peu avant la métairie en ruines de La Martelle mais les pierres ont été prises pour faire autre chose. Le second autel (de l'église paroissiale) est dédié à la compassion de saint Jean pour Jésus.

#### De la Réforme à la Révolution
Siran outre le curé ou recteur a le privilège d’avoir deux vicaires et deux chapelains. Il faut dire que les charges sont lourdes jusqu’à la Révolution, grand messe tous les jours, catéchisme tous les dimanches, service des malades, œuvres de bienfaisance… en plus la paroisse entretient un « clerc », étudiant en théologie qui se prépare au sacerdoce et aide au service de l’autel, de la sacristie et aux œuvres.
La paroisse comptera jusqu’à 13 marguilliers, laïcs s’occupant de l’administration des œuvres, ils se réunissent en présence du 1er consul avec le curé pour traiter des affaires de la paroisse. Parmi les œuvres il est à noter celle de Notre-Dame de Centeilles qui en quelque sorte perdure aujourd’hui à travers une association loi de 1901. Celle des Quinze-Vingts qui s’occupe des blessés de guerre et en particulier des aveugles, et celle de Notre-Dame de La Merci qui s’occupe du rachat des captifs. La paroisse forme les sages-femmes, il y a aussi une confrérie des dames de charité et les Servantes des pauvres. On trouve autour de Siran des ermites qui vivent dans des grottes ou proche d’une chapelle isolée dont ils prennent soin. Il y a aussi dans la paroisse des Vierges Consacrées, religieuses dans le monde qui aident au service des malades et des pauvres.

#### Cimetière et sépulture
Le cimetière entourait l’église des trois côtés, il y avait un lieu réservé aux enfants morts sans baptême. Les nobles se font de préférence ensevelir dans l’église, pour l’instant une est au moins précisée, celle d’Anne de Berlan inhumée en 1632 près de la porte.

#### Pèlerinages
Outre celui à sain Michel, il y a également le pèlerinage à Notre-Dame de Centeilles, ce dernier existe encore de nos jours, au moins deux fois par an, le jour de l’Ascension pour les « rogations » (demandes de bienfaits pour les récoltes), et le dimanche qui suit le 15 août. Le pèlerinage à Notre-Dame du Spasme à La Livinière continue lui aussi, mais de manière individuelle pour des fêtes de la Vierge. La paroisse ne s’y rend plus en tant que telle.

#### Confrérie de Pénitents Bleus
Une confrérie de pénitents bleus, du nom de leur habit, existera à Siran jusqu’à la fin du XIXe siècle, en 1617 la confrérie construit une chapelle en face du Moulin à Huile, ils participent en habits aux différentes manifestations religieuses, et s’occupent des défunts. La confrérie possède des terres.
Après la Réforme protestante qui va rejeter le dogme catholique de la présence supposée du Christ dans l’hostie consacrée se font jour des confréries du Saint Sacrement, c’est la contre-réforme catholique. À Siran, la confrérie est une véritable fraternité, ses fins ne sont pas seulement religieuses, mais aussi d’aides matérielles. Tous les troisièmes dimanches du mois la confrérie organise une procession solennelle du saint Sacrement.
En 1713 un hôpital est fondé par le curé Michel Lalande.
La paroisse était vivante et riche, foncièrement croyante et pratiquante, mais les prêtres devront se battre contre des superstitions et des pseudos guérisseurs. On vient des lointaines métairies même par des temps exécrables à la messe dominicale, la municipalité paye les prédicateurs de l’avent et du carême, la grand messe dominicale revêt une grande importance à cause des annonces et des nouvelles officielles… Siran a une grande dévotion à la Vierge Marie. Saint Baudile, patron de l’église, est l’objet d’une grande fête le 20 mai, les réjouissances y sont exceptionnelles, tant religieuses que profanes, la dévotion aux reliques des martyrs devient très populaire et la richesse de la paroisse permet d’acquérir six magnifiques reliquaires au XVIIIe siècle, dont nous parlerons pour la visite de l’église (4 bustes en bois doré à la feuille et 2 chasses).
Les communions pascales sont tellement nombreuses qu’elles débutent le dimanche des Rameaux et ainsi chaque jour jusqu’au jour de Pâques, sauf le Vendredi Saint.

#### Après la Révolution
Après la période révolutionnaire et la paix religieuse retrouvée grâce au concordat de 1801, le XIXe siècle verra la paroisse reprendre de l’essor avec une grande vitalité chrétienne. En 1905, la loi de séparation des Églises et de l’État ne mettra pas le village de Siran en grand émoi, les inventaires cessent très vite, mais le village est devenu anti-clérical, on peut dire que jusqu’en 1950 la population était divisée entre le parti des « curés » et celui des « anti-cléricaux », il y eut des passions, surtout électorales. La situation s’est peu à peu pacifiée, l’ancien maire, M. Cazenave y a largement contribué en interprétant avec largesse les lois de 1905 et 1907. Sous ses mandats de grands travaux sont faits à l’église, décédé tragiquement en 1981, René Chabbert lui succède, maire actuel de Siran, il continue la politique d’ouverture de son prédécesseur. Aujourd’hui l’on peut dire que les relations sont totalement pacifiées, dans la compréhension d’une saine laïcité. Ainsi par exemple, la fête du village et la fête de Saint-Vincent s’organisent communément entre la municipalité, les associations, et le clergé. À Siran, la pratique religieuse, à l’image de la France, ne dépasse pas les 8 % de la population, cependant on atteint bien les 30 % pour les grandes fêtes. La vie caritative n’a pas disparu, et le Secours catholique est très actif dans les actions de solidarité. De jeunes couples s’installant dans le village, l’on constate aussi un renouveau des baptêmes.

### Personnalités liées à la commune
- Danton Cabrol, né le 9 mai 1896 à Siran, brasseur à Capestang, mort au combat le 6 juin 1944 au col de Fontjun (Saint-Chinian) ; militant socialiste de l’Hérault ; résistant à Combat. La place de la mairie à Capestang porte son nom. Notice dans le dictionnaire Maitron.
- Emile Cazenave, Conseiller général et maire décédé en 1981
- Léon Cordes, né le 30 mars 1913 à Siran, décédé le 9 octobre 1987, les Cordes sont issus de Mayranne ( Minerve-34). Militant et écrivain épris de la langue occitane, son œuvre est riche en pièces de théâtre, scénarios, romans et nouvelles, recueils de poésie.
- Michel Cordes, né à Siran le 25 novembre 1945[42], acteur bien connu du feuilleton TV Plus belle la vie dans le rôle de Roland Marci ; c'est aussi un auteur etmetteur en scène de talent au service du théâtre occitan. On se souvient notamment de Menèrba 1210, enregistré en live à Minerve en 1986 (CD ODAC no 4), d'Espanhòl d’Aquí...
- Philippe-Gabriel de Juin, abbé de Siran (1738-1819). Vicaire général de Mgr de Castellane, son parent, à Mende (1773-1791), prieur de Saint-Jean-Chazorne, réfractaire. Son action évita le démembrement du Gévaudan, maintenu comme département de la Lozère.

### Héraldique
|  | Les armoiries de Siran se blasonnent ainsi : d'azur à trois fleurs de lys d'or. |

### Fonds d'archives
- Fonds : Archives communales de Siran (1301-1925) [3,55 ml].  Cote : 302 EDT. Montpellier : Archives départementales de l'Hérault (présentation en ligne).